# Bockscar

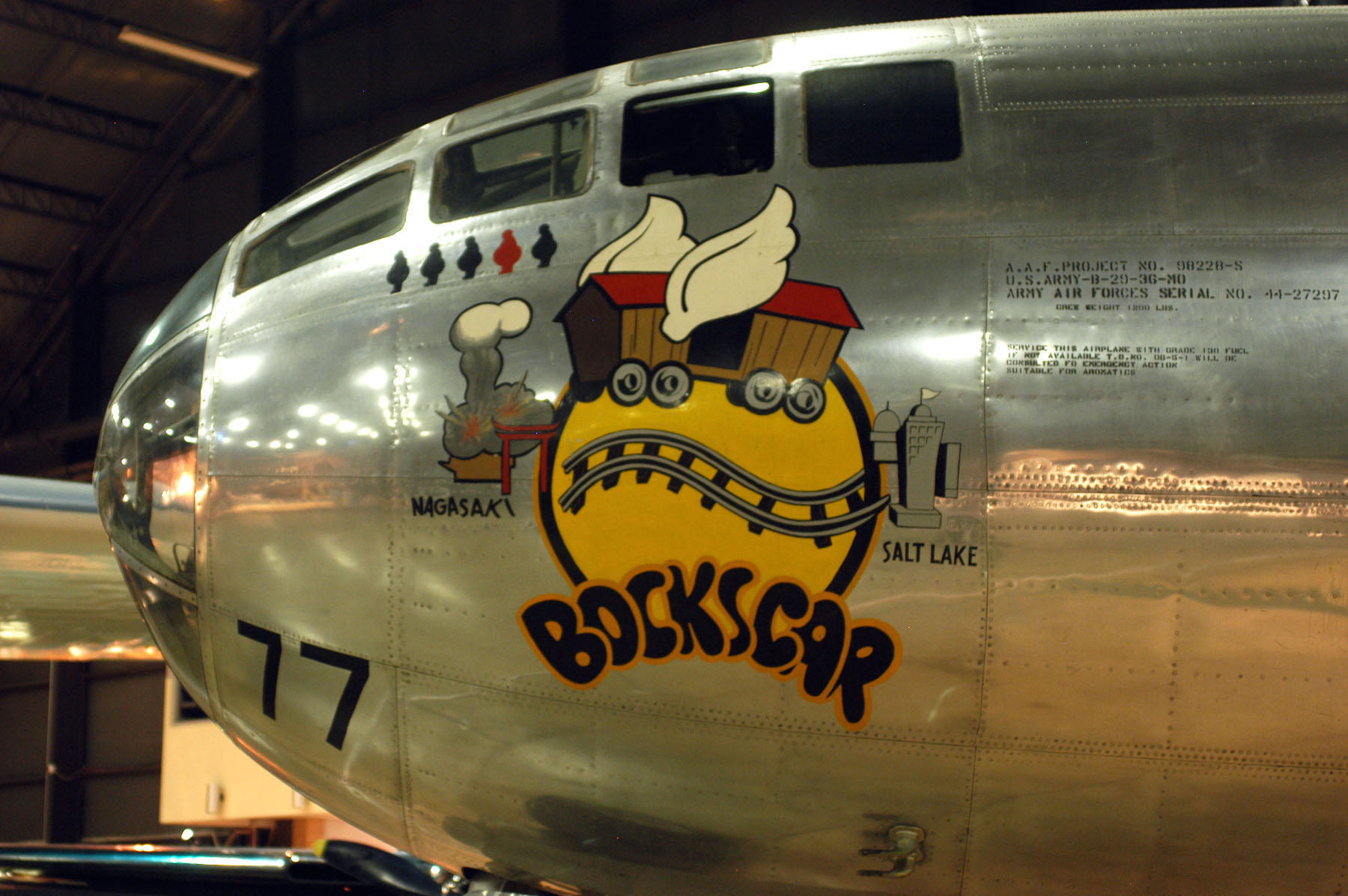
Přední část letadla s animovaným vyobrazením výbuchu atomové bomby Fat Man

Bockscar, někdy psáno Bock's Car, je přezdívka amerického bombardéru „Silverplate“ B-29-36-MO Superfortress (sériového čísla 44-27297) „černá 77“, který za druhé světové války svrhl na japonské město Nagasaki atomovou pumu Fat Man během druhého – a zatím posledního – jaderného útoku v dějinách. Letoun Bockscar byl vyroben v továrně firmy Glenn L. Martin Company ve městě Bellevue v Nebrasce a letectvu byl předán 19. března 1945.
V dubnu byl přidělen k 393d bombardovací letce na letiště Wendover Field v Utahu.
Bockscar z Tinianu podnikl 13 cvičných a 3 bojové mise, kdy bombardoval průmyslové zóny v Japonsku. 9. srpna 1945 pod vedením majora Charlese W. Sweeneyho svrhl pumu na Nagasaki o síle 21 kilotun ekvivalentu TNT. Okolo 44% města bylo zničeno, 35 000 lidí přišlo o život a 60 000 bylo zraněno.
Po válce v listopadu 1945 se Bockscar vrátil do USA. V září 1946 byl předán Národnímu muzeu Letectva Spojených států amerických v Ohiu, kam přelétl 26. září 1961, kde je dodnes.